# وزارة المالية (تايوان)

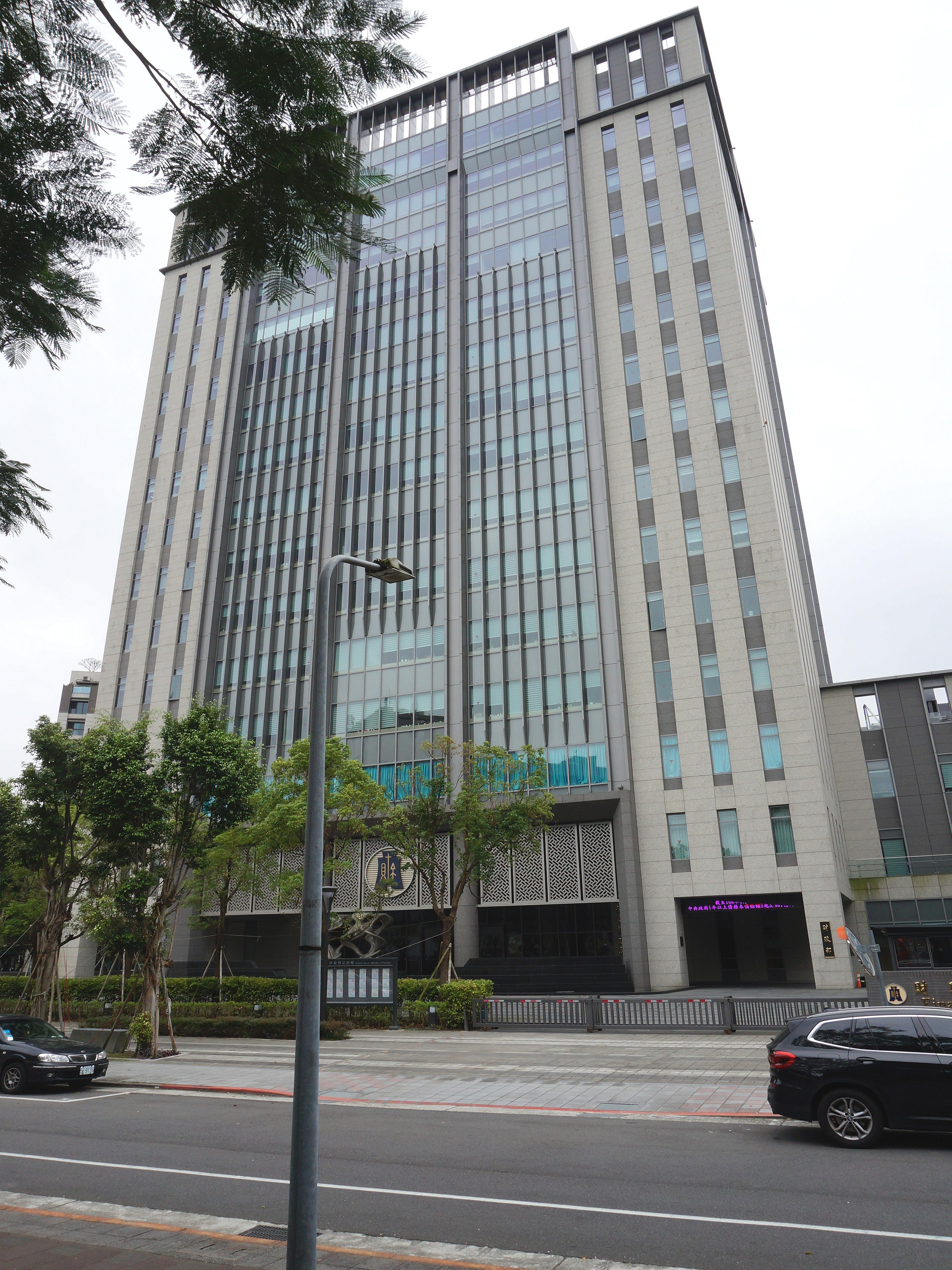
وزارة المالية

وزارة المالية (بالصينية: 財政部) هي وزارة جمهورية تايوان المسؤولة عن الإيرادات الحكومية والضرائب والخزانة وممتلكات الأراضي الحكومية والجمارك في تايوان. كما تدير وزارة المالية إدارة الأراضي الحكومية والتبغ والكحول وتأمين الودائع لعملاء البنوك وخدمات التصدير والاستيراد المصرفية. يشغل سو جين رونغ منصب الوزير الحالي.

## أنظر أيضا
- اقتصاد تايوان